# Jordan Adéoti
Jordan Adéoti (Toulouse, 12 de março de 1989) é um futebolista profissional francês que atua como meia.

## Carreira
Jordan Adéoti começou a carreira no US Colomiers Football.